# Liste der Naturdenkmale in Roth bei Prüm
Die Liste der Naturdenkmale in Roth bei Prüm nennt die im Gemeindegebiet von Roth bei Prüm ausgewiesenen Naturdenkmale (Stand 13. April 2024).

## Naturdenkmale
| Nr.         | Bezeichnung                         | Lage                                        | Beschreibung                                                                                          | Bild                                    |
| ----------- | ----------------------------------- | ------------------------------------------- | --- | --------------------------------------- |
| ND-7232-528 | Sumpfgebiet im Distrikt „Heilknipp“ | östlich des Ortes; Abteilung Heilknopp Lage | Sumpfgebiet mit Bestand von Petasites albus; flächenhaftes Naturdenkmal, ca. 4 ha in zwei Teilflächen | Direkt Bild zu diesem Denkmal hochladen |
| ND-7232-529 | Hochmoor „Der Timpel am Lambach“    | östlich des Ortes; Flur Im Timpel Lage      | Hochmoor; flächenhaftes Naturdenkmal, ca. 6 ha                                                        | Direkt Bild zu diesem Denkmal hochladen |